# One Shot (canção de Tin Machine)
"One Shot" é a segunda faixa do álbum Tin Machine II, do grupo Tin Machine. A canção foi lançada como terceiro single do álbum, sendo assim o sétimo e último single da banda.